# Nokia Lumia 520
Nokia Lumia 520 là loại smartphone tầm trung được Nokia giới thiệu tại Hội chợ triển lãm Mobile World Congres 2013. Nó chạy hệ điều hành Windows Phone 8.
Vào tháng 9 năm 2013, Lumia 520 trở thành mẫu điện thoại chạy Windows Phone bán chạy nhất thế giới, tiêu thụ nhiều hơn bất kì mẫu điện thoại Windows Phone, PC hay máy tính bảng nào khác. Tính đến tháng 7 năm 2014, Lumia 520 đã tiêu thụ được 12 triệu máy trên phạm vi toàn cầu, và góp một phần quan trọng trong lợi nhuận của Nokia và Microsoft.
Giá bán của Lumia 520 là $50 tại thị trường Hoa Kỳ và £70 tại thị trường Anh vào mùa Giáng sinh năm 2013.
Một bản cải tiến nhỏ, Nokia Lumia 525 (1 GB RAM so với 512 MB RAM của Lumia 520), cũng đã được cho ra mắt thị trường.

## Phần cứng
Nokia Lumia 520 là điện thoại đầu tiên trên thị trường sử dụng nền tảng SOC (System on Chip) với bộ xử lý Qualcomm Snapdragon S4 2x, tốc độ 1 GHz, RAM 512 MB, đồ họa rời Adreno 305, kết nối 3G, Wi-Fi, Bluetooth,... Lumia 520 được sản xuất với màn hình IPS 4 inch siêu cảm ứng, độ phân giải 800 x 480 pixel, mật độ điểm ảnh 233 ppi, cao hơn nhiều so với Lumia 620, 720 và 820. Máy dùng màn hình với lớp cảm ứng cực nhạy có thể dùng móng tay hay găng tay tương tác, đặc biệt với những người có mồ hôi tay, mức độ tương tác cảm ứng vẫn không sai lệch.
Mặt trước của điện thoại là lớp kính chống trầy và vẫn ngữ nguyên thiết kế đặc trưng cho các dòng Lumia chạy Windows Phone 8 với 3 nút cảm ứng Back, Start và Search. Các nút bấm đều tập trung ở cạnh bên phải, bao gồm các nút điều chỉnh âm lượng, phím tắt/mở nguồn và phím chụp hình nằm ở góc phải; phía trên là lỗ cắm tai nghe 3.5mm và phía dưới là cổng kết nối USB. Camera của Lumia 520 với độ phân giải 5MP có thể tự động lấy nét nhưng lại không có đèn LED. Điện thoại không hỗ trợ camera trước, la bàn kỹ thuật số và chỉ có một micro thu tiếng, chứ không có micro chống ồn như trên Lumia 620. Lumia 520 có 8GB bộ nhớ trong và có thể hỗ trợ thẻ nhớ lên đến 64GB.
Nắp lưng của Lumia 520 sử dụng chất liệu nhựa polycarbonate, chỉ mang một màu chứ không phải loại nhựa hai lớp như Lumia 620. Nó có 5 màu cơ bản là trắng, đen, xanh, vàng và đỏ. Việc mở nắp lưng của Lumia 520 hơi khó, do người dùng cần cạy nắp ở phía rìa máy. Để thay thẻ nhớ và SIM của máy, cần phải tháo pin ra trước. Khe SIM của máy không phải là loại dùng lẫy, do vậy khi lấy SIM ra hơi khó khăn với những người không có móng tay.
Pin điện thoại có dung lượng 1.430 mAh, lớn hơn so với dung lượng của Lumia 620 chỉ 1.300 mAh. Lumia 520 cũng mỏng và nhẹ hơn so với Lumia 620, nhưng lại có thiết kế dài hơn và có màn hình lớn hơn. Để giảm chi phí sản xuất thì Nokia đã loại bỏ một số điểm như công nghệ hiển thị Nokia ClearBlack, camera mặt trước, NFC, đèn flash và cảm biến la bàn.

## Phần mềm
Nokia Lumia 520 chạy hệ điều hành Windows Phone 8, cùng những phần mềm công nghệ độc quyền từ nhà sản xuất như Nokia Mix Radio và HERE Maps. Tuy nhiên vì giá thành rẻ nên những công nghệ độc quyền khác từ Nokia như: màn hình hỗ trợ ClearBlack Display, PureMotion HD+ hoặc công nghệ chụp ảnh PureView đều đã được loại bỏ, phần ứng dụng quan trọng Nokia City Lens cũng không còn. Lumia 520 nhận được bản cập nhật phần mềm Lumia Amber vào giữa năm 2013, mang về rất nhiều cập nhật và cải tiến mới. Bản cập nhật Lumia Black được ra mắt vào cuối năm 2013. Tiếp đó là Lumia Cyan (2014) và Lumia Denim trong 2015. Lumia 520 cũng có thể nâng cấp lên Windows Phone 8.1.

## Giới hạn
Tương tự các điện thoại có cùng kinh phí sản xuất khác như Lumia 620 và Lumia 720, Lumia 520 chỉ có bộ nhớ RAM 512 MB, chỉ bằng một nửa bộ nhớ RAM của thiết bị chạy Windows Phone 8 đầu tiên, dẫn đến nhiều ứng dụng và tính năng không chạy hoặc không tương thích với máy.

## Biến thể
Một biến thể đặc biệt, Nokia Lumia 521, được tạo ra từ hãng T-Mobile của Hoa Kỳ. Lumia 521 có chiều dài lớn hơn so với Lumia 520 là 124 mm (Lumia 520 dài 119 mm), vì vậy các phụ kiện như vỏ và bảo vệ màn hình dành cho Lumia 520 không tương thích với Lumia 521. Nokia Lumia 521 được chính thức tung ra thị trường vào ngày 27 tháng 4 năm 2013.
| Model                       | RM-913                                    | RM-914                                    | RM-915                                    | RM-917                                    |
| --------------------------- | ----------------------------------------- | ----------------------------------------- | ----------------------------------------- | ----------------------------------------- |
| quốc gia                    | Trung Quốc                                | Toàn Cầu                                  | n/a                                       | Hoa Kỳ                                    |
| Hãng phân phối/Nhà cung cấp | China Mobile                              | n/a                                       | n/a                                       | T-Mobile Hoa Kỳ, MetroPCS                 |
| 2G                          | Băng tần GSM/EDGE (850/900/1800/1900 MHz) | Băng tần GSM/EDGE (850/900/1800/1900 MHz) | Băng tần GSM/EDGE (850/900/1800/1900 MHz) | Băng tần GSM/EDGE (850/900/1800/1900 MHz) |
| 3G                          | TD-SCDMA 1900/2000 MHz                    | 900/2100 MHz                              | 850/1900/2100 MHz                         | 850/AWS/1900                              |
| Tốc độ kết nối tối đa       | HSPA+: 21 Mbit/s                          | HSPA+: 21 Mbit/s                          | HSPA+: 21 Mbit/s                          | HSPA+: 21 Mbit/s                          |